# Coco Moon
Coco Moon è il settimo album in studio del progetto musicale statunitense Owl City, pubblicato nel 2023.

## Tracce
Testi e musiche di Adam Young.
1. Adam, Check Please – 5:38
2. Under the Circus Lights – 5:04
3. Kelly Time – 5:29
4. Field Notes – 5:38
5. Sons of Thunder – 5:02
6. The Tornado – 4:49
7. Vitamin Sea – 4:38
8. Dinosaur Park – 6:31
9. Learn How to Surf – 3:40
10. The Meadow Lark – 5:08
11. My Muse – 3:33

## Formazione
- Adam Young – voce, produzione
- Chris Carmichael – archi (3-4, 6, 10)
- Sissy Willow – voce (1-2, 4, 6, 8-11)
- Colby McCallister – voce (5, 7)